# Верхньобілківський парк
Верхньобі́лківський парк — парк-пам'ятка садово-паркового мистецтва місцевого значення в Україні. Розташований у межах Львівського району Львівської області, у селі Верхня Білка. 
Площа 32 га. Статус надано згідно з рішенням виконкому Львівської обласної ради від 9 жовтня 1984 року № 495. Перебуває у віданні: Верхньобілківська сільська рада. 
Статус надано для збереження давнього парку, закладеного довкола палацу Уруських. 